# 7462 Grenoble
7462 Grenoble (1984 WM1) là một tiểu hành tinh vành đai chính được phát hiện ngày 20 tháng 11 năm 1984 bởi Edward L. G. Bowell ở trạm Anderson Mesa thuộc Đài thiên văn Lowell.